# 杜秀 (西晋)
杜秀（?—?），字彦颖，西晋蜀郡成都县（治今四川省成都市）人。杜轸的儿子。
杜秀的父亲杜轸官至犍为郡太守，在巴蜀一带很有声望。世人称杜秀与哥哥杜毗为“二凤”。杜秀担任益州刺史罗尚主簿。益州被李流攻占，李骧俘获了他，想要任用他为司马。杜秀拒不为官，被李骧所杀。